# Contea di Garvin
La contea di Garvin (in inglese Garvin County) è una contea dello Stato dell'Oklahoma, negli Stati Uniti. La popolazione al censimento del 2000 era di 27 210 abitanti. Il capoluogo di contea è Pauls Valley.

## Strade principali
- Interstate 35
- U.S. Highway 77
- U.S. Highway 177
- State Highway 7
- State Highway 19
- State Highway 29
- State Highway 145

## Confini
- Contea di McClain (nord)
- Contea di Pontotoc (est)
- Contea di Murray (sud-est)
- Contea di Carter (sud)
- Contea di Stephens (sud-ovest)
- Contea di Grady (nord-ovest)